# بافاو (لاعب كرة قدم)
بافاو (بالبرتغالية: Pavão‏) هو لاعب كرة قدم برتغالي في مركز الوسط، ولد في 12 يوليو 1947 في تشافيس في البرتغال، وتوفي في 16 ديسمبر 1973 في بورتو في البرتغال. شارك مع منتخب البرتغال لكرة القدم. أما مع النوادي، فقد لعب مع نادي بورتو.

## وصلات خارجية
- بافاو (لاعب كرة قدم) على موقع ناشيونال فوتبول تيمز (الإنجليزية)
- بافاو (لاعب كرة قدم) على موقع عالم كرة القدم.نت (الإنجليزية)